# 徐錚
徐 錚（じょ そう、シュ・ジェン、Xu Zheng　1981年5月10日 - ）は中華人民共和国の元プロ野球選手（投手）、スポーツキャスター。右投右打。

## 人物
130キロ台中盤の速球とチェンジアップなど多彩な変化球を低めに集める投球が中心。2006年には第1回WBC中国代表に選出、北京オリンピックにも出場した。北京時代の背番号は20。
2009年をもって現役を引退。スポーツキャスターとしてテレビ番組などに出演する傍ら、元選手を中心としたアマチュア野球チームを立ち上げるなど精力的な活動をしている。